# South Littleton
South Littleton – wieś i civil parish w Anglii, w hrabstwie Worcestershire, w dystrykcie Wychavon. Leży 25 km na wschód od miasta Worcester i 139 km na północny zachód od Londynu. W 2011 roku civil parish liczyła 1675 mieszkańców.